# Pucará (sitio arqueológico)

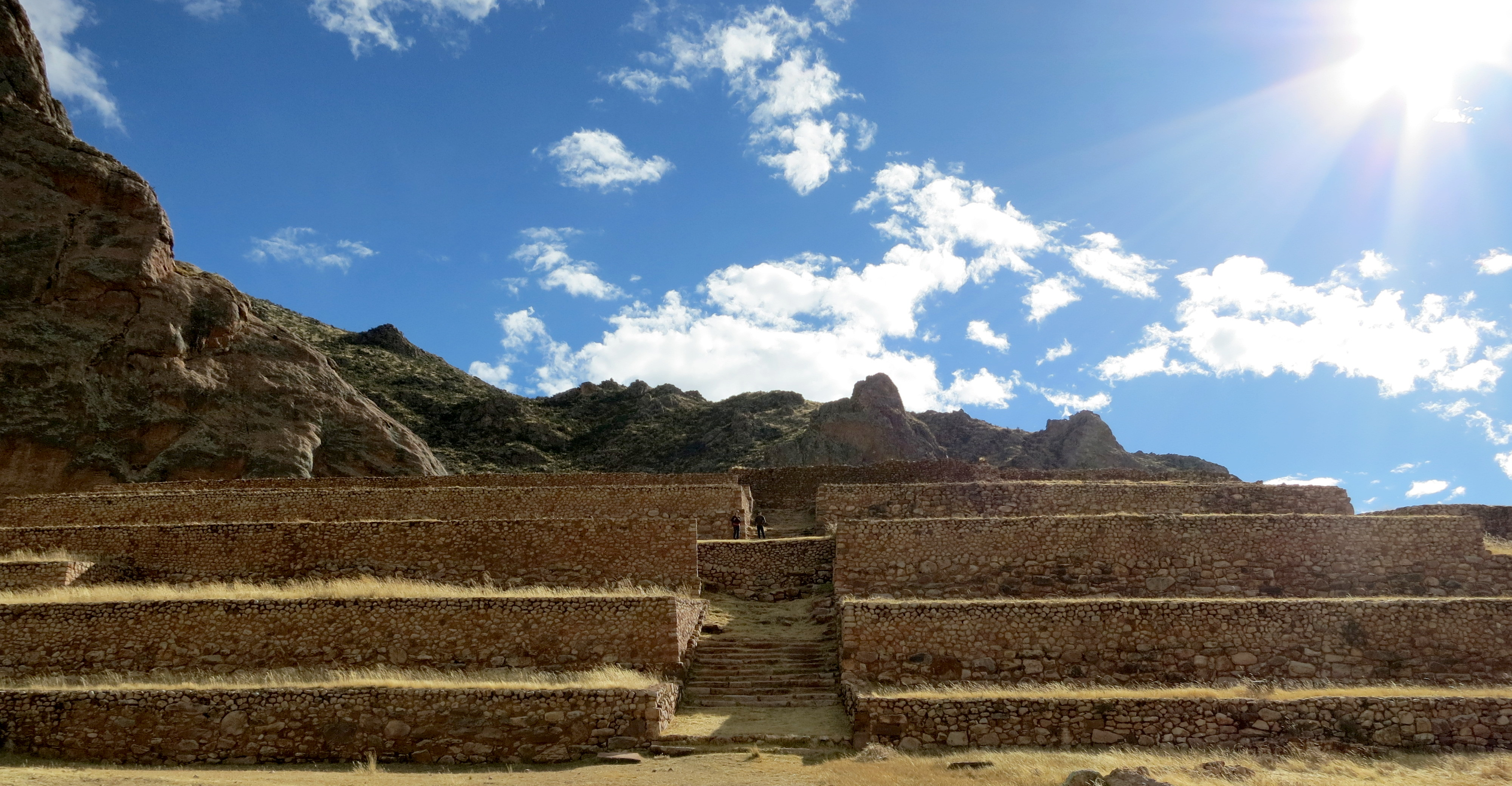
Pucará.

Pucará o Kalasaya es un complejo arqueológico de la Cultura Pucará situado en el Departamento de Puno. Está localizado en el distrito de Pucará, provincia Lampa, región Puno, Perú, a unos 3850 m.s.n.m. El asentamiento fue ocupado entre los años 1400 a. C. al 600 d. C. y el complejo arqueológico construido entre 400 a. C. - 200 - a. C.
En el área se reconoce dos áreas diferenciadas: el sector urbano y ceremonial. Asimismo en el área ceremonial se presenta al menos 9 estructuras piramidales, siendo el más importante Kalasaya. Esta estructura es de terrazas superpuestas y una escalinata. Los muros se encuentran grabados con figuras de deidades como "el Degollador" o relámpagos. Además, presenta tres plazas hundidas

Luis E. Valcárcel descubrió científicamente la Cultura Pucará, entre el 14 y 20 de julio de 1925. Como el mismo comentó, "ningún arqueólogo antiguo o moderno había examinado los monumentos de que es poseedor este pueblo". Esta exploración quedó documentada en el "Informe sobre la exploración arqueológica de Pukara", publicado en el número 48 de la Revista Universitaria de la Universidad San Antonio Abad del Cusco. Además de José Frisancho, Valcárcel fue acompañado por Victor Guillén, un reconocido dibujante de la universidad. 
En esta expedición Luis E. Valcárcel halló cerámicos y figuras de piedra. Planteó que el sitio de Pucará había sido un "santuario visitadísimo" o centro de peregrinación, un planteamiento que se hizo con el transcurrir del tiempo muy popular en la arqueología andina. Además describió lo poco que se veía de la arquitectura en la superficie, y resaltó los templos del sector denominado Kalasaya comparándolos con los de Tiahuanaco. Entre las más sobresalientes esculturas de piedra que desenterró se encuentra la "pilastra de la lluvia o el rayo" y la litoescultura conocida como el "Sacrificador" o "Ñákáj", del cual publicó un informe posterior. Concluía dicha investigación vinculando a Pucará con Tiahuanaco y planteando que es último fue un centro irradiador de cultura. 
Fue declarado Patrimonio Cultural de la Nación (Perú) el 4 de octubre del año 2001. De igual manera, el 6 de octubre del año 2014 el Congreso declaró a este sitio arqueológico como 'de interés nacional' para así facilitar su puesta en valor, restauración y conservación.
En el 2011, 9 piezas líticas fueron destruidas.